# 洪武路街道
洪武路街道，是中国江苏省南京市秦淮区下属的一个街道办事处。面积1.15平方千米，人口46324人。北面以羊皮巷、户部街、常府街为界，毗邻淮海路街道和五老村街道；西面以中山南路为界，毗邻朝天宫街道；南面以白下路为界，毗邻建康路街道；东面以清溪为界，毗邻大光路街道。该街道下辖6个社区：火瓦巷社区、龙王庙社区、武学园社区、马府街社区、棉鞋营社区、申家巷社区。 